# Neotamias durangae
Neotamias durangae es una especie de roedor de la familia Sciuridae.

## Distribución geográfica
Es  endémica de México.